# پسران اسکس: قانون بقا
پسران اسکس: قانون بقا (به انگلیسی Essex boys:law of survival) یک فیلم در ژانر جنایی، اکشن و درام است.

## داستان
داستان در مورد یکی از قلدرهای سابق خیابان‌های شهر به نام دنی می‌باشد که وارد دنیای زیرزمینی خلافکارها به نام اسکس (Essex) می‌شود و زندگی‌اش کاملاً تغییر می‌کند.